# Edificio Ciudadela

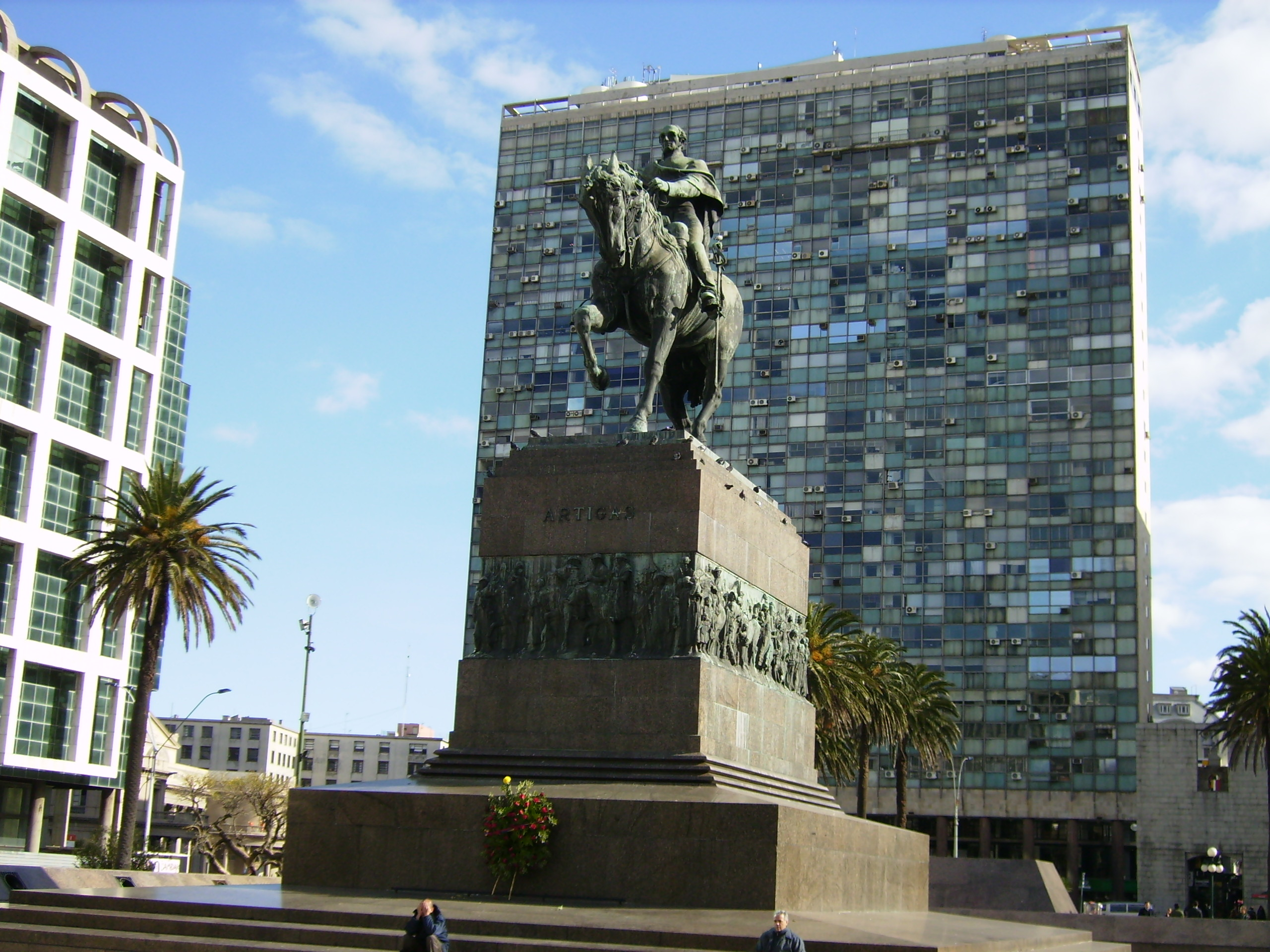
Edificio Ciudadela hinter der auf der Plaza Independencia befindlichen Artigas-Statue

Das Edificio Ciudadela ist ein Bauwerk in der uruguayischen Landeshauptstadt Montevideo.
Das nach einem aus dem Jahr 1958 stammenden Plan in den darauffolgenden fünf Jahren bis 1963 durch das Unternehmen Alvaro Palenga S.A errichtete Gebäude ist ein Werk der Architekten Raúl Sichero Bouret und Ernesto Calvo. Es befindet sich in der Ciudad Vieja an der Juncal 1301–1305, eingefasst von den Straßen Buenos Aires, Bacacay sowie der Fußgängerzone der Calle Sarandí und grenzt im Südwesten der Plaza Independencia an diese an. Neben Wohnzwecken dienenden Appartements beherbergt das Edificio Ciudadela Büros und Geschäfte. Das 66 Meter hohe, 26 Stockwerke beinhaltende Gebäude entstand infolge des dem Erlass des Ley de Propiedad Horizontal anschließenden Baubooms in Montevideo.